# Comuna Kirove, Lenine
Kirove (în ucraineană Кірове) este o comună în raionul Lenine, Republica Autonomă Crimeea, Ucraina, formată din satele Iarke, Kirove (reședința) și Vulkanivka.

## Demografie
Componența lingvistică a comunei Kirove
     Rusă (64,72%)
     Tătară crimeeană (25,52%)
     Ucraineană (5,77%)
     Alte limbi (0,57%)
Conform recensământului din 2001, majoritatea populației comunei Kirove era vorbitoare de rusă (64,72%), existând în minoritate și vorbitori de tătară crimeeană (25,52%) și ucraineană (5,77%).